# Gonzalo Cañas
Gonzalo Cañas (* 7. Juli 1937 in Cuenca; † 29. Oktober 2012 in Madrid) war ein spanischer Schauspieler und Puppenspieler.

## Leben
Cañas gab sein Schauspieldebüt im 1962 erschienenen Film Cerca de las estrellas und wurde mit dem im Jahr darauf gezeigten Confidencias de un marido, in dem er neben Rafaela Aparício spielte, populär. Weitere erfolgreiche Filme neben weiblichen Stars waren 1965 La frontera de dios (mit Julia Gutiérrez Caba und Concha Velasco) und 1969 Soltera y madre en la vida (neben Lina Morgan). Später nahm er auch Fernseharbeiten an. 2001 gründete Cañas das „Teatro de Autómatas“ und verwirklichte seinen langjährigen Traum eines eigenen Puppentheaters. Mit seinem 35 Figuren tourte er auch durch ganz Europa.

## Filmografie (Auswahl)
- 1962: Cerca de las estrella
- 1963: Confidecias de un marido
- 1963: Das Geheimnis des Scaramouche (La máscara de Scaramouche)
- 1965: La frontera de dios
- 1969: Soltera y madre en la vida
- 1974: Un capitán de quinze años
- 1976: Potato Fritz
- 1991: Mala yerba